# 후진항 (삼척시)
후진항은 대한민국 강원특별자치도 삼척시 교동에 위치한 어항이다. 어촌정주어항으로 지정하여 관리하고 있다. 시설관리자는 삼척시장이다.

## 어항구역
본 항의 어항구역은 다음과 같다.
- 수역[1]
  - 방파제시점 서쪽방향 40m기점(X=440,221, Y=215,544)에서 북동 58°방향으로 220m(X=440,348, Y=215,746), 이점에서 남동67° 방향으로 210m(X=440,266, Y=215,939), 이점에서 남서 40°방향으로 200m(X=440,112, Y=215,811) 그은 선이 해안선과 맞닿는 선내의 공유수면 (45,300m2)

## 개발 계획
2005년 12월 28일 고시된 어항개발계획은 다음과 같다.
- 방파제 310m, 방사제 60m, 물양장 68.7m, 호안 60m

## 관광
- 삼척시 입구에서 남쪽으로 5.3 km 떨어진 삼척시 교동 산 81번지에 있는 소망의 탑은 2000년에 새천년의 소망을 담아 시에서 건립한 탑으로 건립 후원자 33,000명의 이름이 각인 되어 있으며 3단 타원형으로 구성되어 있다. 1단은 신혼부부, 2단은 청소년, 3단은 어린이의 소망석으로 탑신은 소원을 비는 양손의 형태로 표현되어 있다. 새로운 천년의 시작을 기념하는 타임캡슐을 탑 아래에 묻어 두었다.[2]